# 데니 해리거
데니 해리거(Dennis Scott "Denny" Harriger, 1969년 7월 21일 ~ )는 전 KBO 리그 LG 트윈스의 외국인 선수였다.

## 한국 프로야구 시절
2000년에 입단하였다. 그해 다승 4위, 방어율 2위, 탈삼진 3위를 기록하였다. 그해 플레이오프에서 부진하였지만 2001년에도 재계약에 성공해 활약하였다. LG 트윈스 역사상 최고의 용병으로 평가받는다.